# Serbia na Letnich Igrzyskach Paraolimpijskich 2008
Serbię na Letnich Igrzyskach paraolimpijskich w Pekinie reprezentowało 14 zawodników.

## Medale

### Srebro
- Drazenko Mitrovic - lekkoatletyka, rzut dyskiem - F53/54

### Brąz
- Borislava Peric - tenis stołowy, gra pojedyncza - kl.4